# Ram Garh
Ram Garh là một thị xã và là nơi đặt ủy ban khu vực quy hoạch (notified area committee) của quận Jammu thuộc bang Jammu và Kashmir, Ấn Độ.

## Nhân khẩu
Theo điều tra dân số năm 2001 của Ấn Độ, Ram Garh có dân số 4540 người. Phái nam chiếm 52% tổng số dân và phái nữ chiếm 48%. Ram Garh có tỷ lệ 67% biết đọc biết viết, cao hơn tỷ lệ trung bình toàn quốc là 59,5%: tỷ lệ cho phái nam là 75%, và tỷ lệ cho phái nữ là 59%. Tại Ram Garh, 14% dân số nhỏ hơn 6 tuổi.